# Theodor I. (Montferrat)
Theodor I. Palaiologos (voller Name: Theodoros Komnenos Dukas Angelos Palaiologos, ital.: Teodoro Paleologo; * 1291; † 21. April 1338) war ein byzantinischer Prinz aus der Herrscherdynastie der Palaiologen und ein Markgraf von Montferrat. Er war ein jüngerer Sohn des Kaisers Andronikos II. Palaiologos aus dessen zweiter Ehe mit Yolande (Irene) von Montferrat.
Theodor verbrachte seine Kindheit im Umfeld seiner Mutter, das heißt ab 1303 in Thessaloniki, nachdem sich die Mutter mit seinem Vater zerstritten hatte. Auf einem genuesischen Schiff reiste er im Jahr 1305 nach Italien an den Hof seines Onkels mütterlicherseits, Markgraf Johann I. von Montferrat. Der Onkel starb noch im selben Jahr ohne eigene Kinder, Theodor beerbte ihn als Markgraf von Montferrat und begründete so den italienischen Zweig des byzantinischen Kaiserhauses der Palaiologen. Dazu nahm er die römisch-katholische Konfession an und heiratete Argentina Spinola, eine Tochter des Stadtkapitäns von Genua, Obizzo Spinola.
Theodor engagierte sich in der Unionspolitik zwischen der römisch-katholischen Westkirche und der griechisch-orthodoxen Ostkirche. Dazu reiste er zweimal in seine Heimat nach Konstantinopel in den Jahren 1317 bis 1319 und 1325 bis 1327. Bei seinem zweiten Aufenthalt versuchte er im Bürgerkrieg zwischen seinem Vater Andronikos II. und seinem Neffen Andronikos III. zu vermitteln. Unter anderem beschuldigte er den Großlogotheten Theodoros Metochites der Korruption. Dabei erhoffte sich Theodor von seinem Vater sogar die Einsetzung als Nachfolger im Kaisertum.
Nach seiner Rückkehr betätigte sich Theodor als Autor eines Lehrbuchs zur Regierungs- und Kriegskunst, das er auf Griechisch verfasste und sogleich auch ins Lateinische übersetzte. Beide Fassungen sind heute verschollen, allerdings fertigte bald Jean de Vignay für König Philipp VI. von Frankreich eine Übersetzung ins Französische an (Les Enseignements ou ordenances pour un seigneur qui a guerres et grans gouvernemens à faire), die erhalten blieb.
Aus seiner Ehe mit Argentina Spinola gingen zwei Kinder hervor:
- Johann II. († 20. März 1372), Markgraf von Montferrat
- Violanta († 24. Dezember 1342), ⚭ 1330 mit Graf Aymon von Savoyen (* 1273; † 1343)